# Leptoglanis bouilloni
Leptoglanis bouilloni är en fiskart som beskrevs av Poll, 1959. Leptoglanis bouilloni ingår i släktet Leptoglanis och familjen Amphiliidae. IUCN kategoriserar arten globalt som otillräckligt studerad. Inga underarter finns listade i Catalogue of Life.